# Il teschio del silenzio
Il teschio del silenzio (The Screaming Skull of Silence) è un racconto scritto da R. E. Howard appartenente al ciclo di Kull di Valusia e pubblicato dopo la morte dell'autore.

## Storia editoriale
Il racconto venne scritto nel 1928 e proposto per la pubblicazione alla rivista Weird Tales, ma non venne accettato. Glenn Lord lo propose nel 1966 alla rivista Fantastic Stories, ma anche in quel caso venne respinto. Venne pubblicato per la prima volta nel libro King Kull della Lancer Books nel 1967 in una versione editata che previde non solo il cambio del titolo in The Skull of Silence, ma anche interventi sul testo, i maggiori dei quali sono l'omissione della poesia introduttiva e l'aggiunta di quattro nuovi paragrafi finali. Nella raccolta pubblicata dalla Del Rey Books nel 2006, Kull: Exile of Atlantis, il testo è presente nella sua versione originale.
Il racconto venne pubblicato in Italia per la prima volta nel 1975 all'interno del volume Kull di Valusia edito da Editrice Nord, corrispondente all'edizione Lancer, con il titolo Il teschio del silenzio; La traduzione del testo originale venne pubblicata dalla Mondadori nella raccolta integrale Kull. Esule di Atlantide nel 2008, corrispondente all'edizione Del Rey, con il titolo Il ruggito del silenzio.

## Fumetti
Il racconto ha avuto un solo adattamento a fumetti realizzato dalla Marvel Comics nel 1970 all'interno della serie antologica Creatures on the Loose.
| Data          | Edizione inglese                          | Titolo                | Titolo italiano         | Sceneggiatura | Disegni          | Colori        | Copertina   | Prima edizione italiana              | Data italiana |
| ------------- | ----------------------------------------- | --------------------- | ----------------------- | ------------- | ---------------- | ------------- | ----------- | ------------------------------------ | ------------- |
| Dicembre 1970 | Creatures on the Loose 10 (Marvel Comics) | The Skull of Silence! | Il teschio del silenzio | Roy Thomas    | Bernie Wrightson | Marie Severin | Herb Trimpe | Il mitico Thor 82 (Editoriale Corno) | Giugno 1974   |

## Edizioni
- The Skull of Silence, in King Kull, Lancer Books, settembre 1967.
- The Screaming Skull of Silence, in Kull: Exile of Atlantis, Del Rey Books, ottobre 2006.
- Il teschio del silenzio, traduzione di G. L. Staffilano, in Fantacollana 9, Editrice Nord, settembre 1975.
- Il ruggito del silenzio, traduzione di Giuseppe Lippi, in Urania 1, Mondadori Editore, aprile 2008.